# خلايا اللب السني الجذعية
خلايا اللب السني الجذعية هي خلايا جذعية موجودة في لب الأسنان، وهو نسيج حي طري داخل الأسنان. تعد خلايا متعددة القدرات، إذ بإمكانها تشكيل أجسام جنينية (إي بي إس) -مثل بنى «إي بي إس» المنتجة في المختبر- وأورام مسخية -كالبنى التي تضم أنسجةً مستخرجةً من الطبقات المنتشة الجنينية الثلاث عند حقنها في فئران جرداء. يمكن أن تُمايز «دي بّي إس سي إس» في المختبر إلى أنسجة تتمتع بخصائص مشابهة لكل من طبقات الأديم المتوسط والباطن والظاهر. وُجد أن «دي بّي إس سي إس» قادرة على التمايز إلى خلايا دهنية وأخرى تشبه الخلايا العصبية. يمكن الحصول على هذه الخلايا من الأسنان الولادية واللبنية بالإضافة إلى أضراس العقل، ما يزود الباحثين بوسائل غير باضعة في استخراج الخلايا الجذعية. نتيجة لذلك، اعتُبرت «دي بّي إس سي إس» مصدرًا واعدًا للغاية فيما يتعلق بالخلايا المستخدمة في هندسة الأنسجة الداخلية.
أظهرت الدراسات أن معدل «دي بّي إس سي إس» التكاثري أعلى بنسبة 30% من الخلايا الجذعية الأخرى، مثل الخلايا الجذعية السدوية لنخاع العظم (بي إم إس إس سي إس). تعود خصائص «دي بّي إس سي إس» هذه بشكل رئيسي إلى حقيقة أنها تبدي كميات مرتفعة من جزيئات انقسام الخلايا، ومنها كيناز 6 المعتمد على السيكلين (سي دي كيه 6)، الذي يوجد في النسيج اللبي السني. بالإضافة إلى ذلك، أظهرت «دي بّي إس سي إس» استمناعًا أقل من «إم إس سي إس».
أنشأت أتاري وآخرون بروتوكولًا يهدف إلى عزل وتحديد المجموعات الحيوية الفرعية في اللب السني –مثل الخلايا الجذعية (دي بّي بّي إس سي). تشمل هذه الخلايا الجذعية كل من «إس إس إي إيه +4»، و«أو سي تي ¾»، و«إن إيه إن أو جي +»، و«إس أو إكس +2»، و«إل آي إن +28»، و«سي دي +13»، و«سي دي +105»، و«سي دي -34»، و«سي دي -45»، و«سي دي +90»، و«سي دي +29»، و«سي دي +73»، و«إس تي آر أو +1» و«سي دي -146»، وقد أبدت استقرارًا جينيًا في المختبر بالاعتماد على التحليل الجينومي عبر استخدام تقنية «سي جي إتش» متبعة حديثًا.

## دورها في طب الأسنان التجددي
إن فم الإنسان عرضة للعيوب القحفية الوجهية، والهجمات الميكروبية والأضرار الرضية. على الرغم من النجاح في توليد الأنسجة السنية الجزئي سريريًا ووقائيًا، إلا أن استحداث سن بأكمله من «دي بّي إس سي إس» غير ممكن بعد.

### سحب الدشبذ
سحب الدشبذ (دي أو) هي وسيلة لتوليد العظم، تُستخدم بشكل شائع في الإصلاح الجراحي للعيوب القحفية الوجهية الكبيرة. تُكسر المنطقة التي تضم العيب عمدًا في الجراحة، وتُترك فترةً وجيزةً لتشفى، ومن ثم تُفصل القطع العظمية تدريجيًا حتى تُشفى المنطقة بشكل مرضي. وجدت دراسة أقامها سونغ وآخرون في عام 2008 أن «دي بّي إس سي إس» التي تُعدئت بسيرتوين-1 (إس آي آر تي 1) في الأرانب كانت ذات تأثير أكبر في تعزيز التشكيل العظمي من خلال «دي أو». خزنت «دي بّي إس سي إس» المعدلة بواسطة «إس آي آر تي 1» مستويات أعلى من الكالسيوم بشكل ملحوظ بعد التمايز المولد للعظم في المختبر، ما يشير إلى دور «دي بّي إس سي إس» المحتمل في تعزيز كفاءة «دي أو».

### مسحوق الأسنان المتكلس
يُستخلص مسحوق الأسنان المتكلس (سي تي بّي) من حرق الأسنان المقلوعة، ما يؤدي إلى إتلاف أي مواد قد تسبب العدوى داخل السن، وإنتاج رماد الأسنان. قد تبين أن رماد الأسنان يحسن الإصلاح العظمي. رغم أن الدراسات الأخيرة قد وجدت أن وسائط زرع مسحوق الأسنان المتكلس (سي تي بّي - سي إم) عديمة التأثير على التكاثر، إلا أنها قد أظهرت أن «سي تي بّي - سي إم» تزيد مستويات الواسمات السنية العظمية في «دي بّي إس سي إس».